# نروژین ایر نروژ
نروژین ایر نروژ (انگلیسی: Norwegian Air Norway) شرکت هواپیمایی نروژی است، که در سال ۲۰۱۳ تأسیس شد.